# Fisica medica

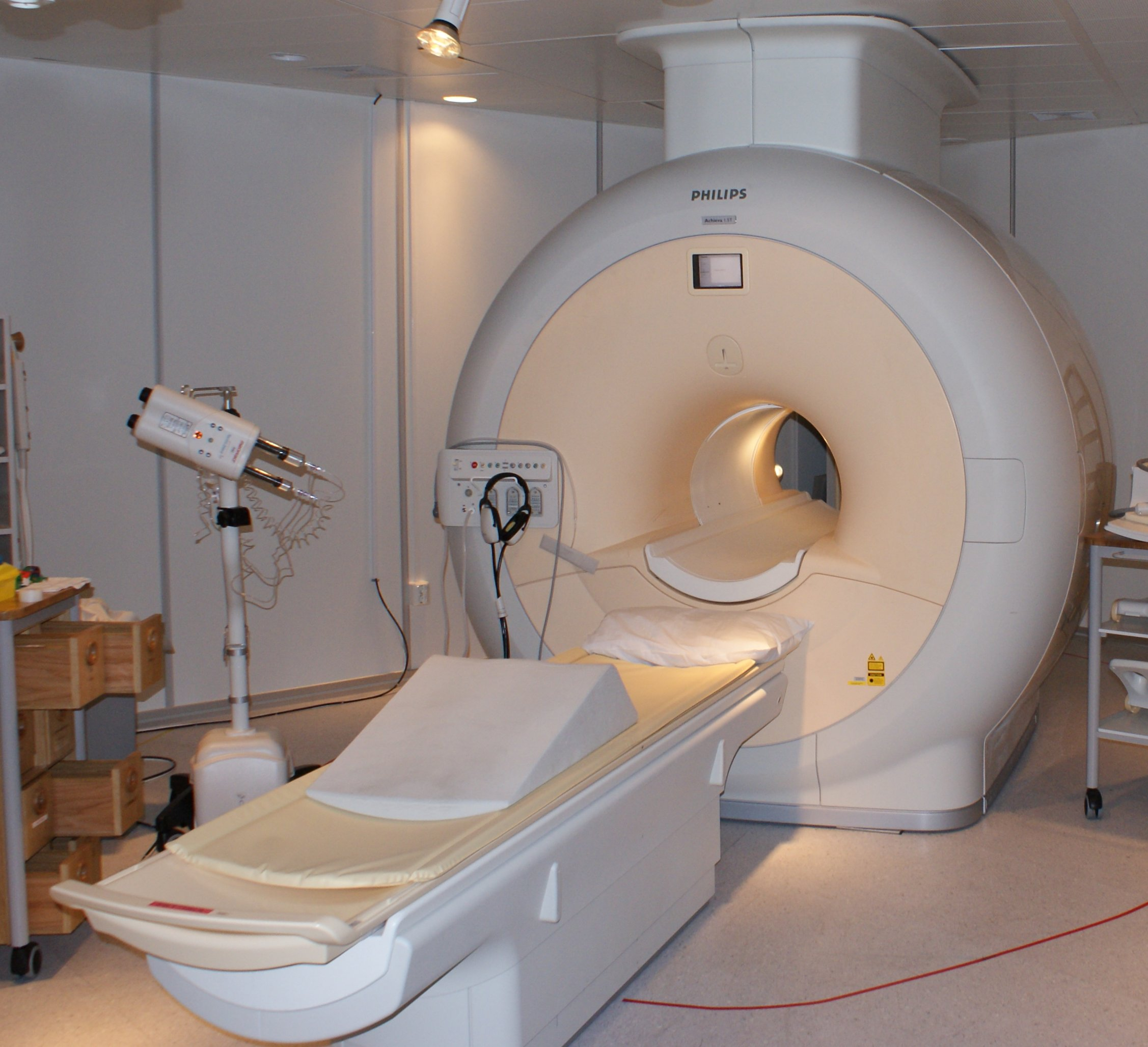
Apparecchiatura per la risonanza magnetica nucleare

La fisica medica (anche detta fisica sanitaria) è quella disciplina scientifica per cui i concetti e le metodologie proprie della fisica sono applicati alla medicina. Attraverso la ricerca e l'applicazione dei suoi principi alla pratica clinica la fisica medica contribuisce nei campi della diagnosi, della terapia e della prevenzione al fine di assicurare la qualità delle prestazioni erogate e la prevenzione dei rischi per i pazienti, gli operatori e gli individui della popolazione. Le peculiari attività di fisica medica sono quindi rivolte a garantire l'ottimizzazione e il miglioramento dei percorsi diagnostici e terapeutici, la sicurezza del paziente e dei lavoratori, lo sviluppo e la valutazione di nuove tecnologie in ambito sanitario.

## Descrizione

Simbolo di radioattività

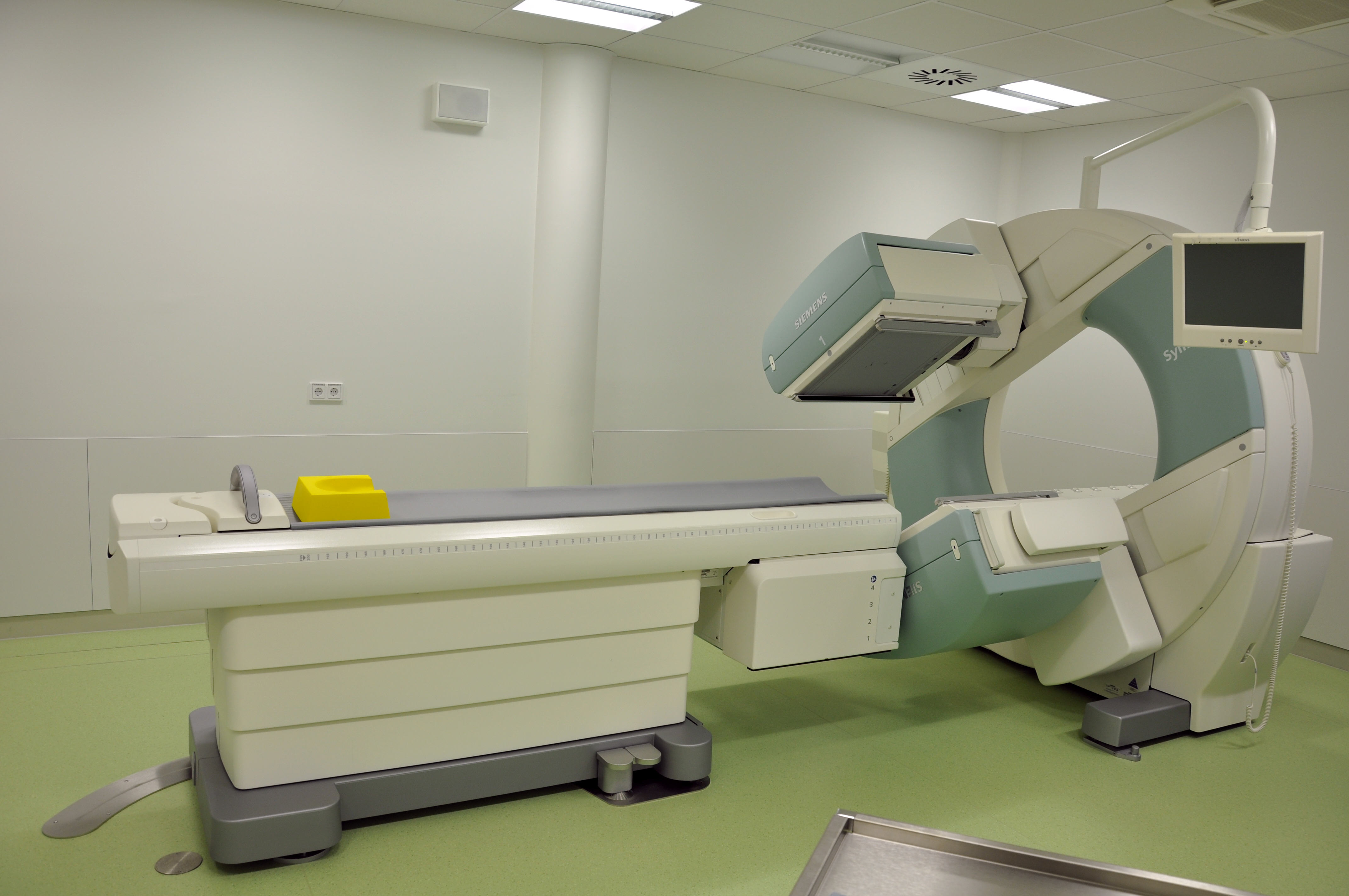
Medicina nucleare

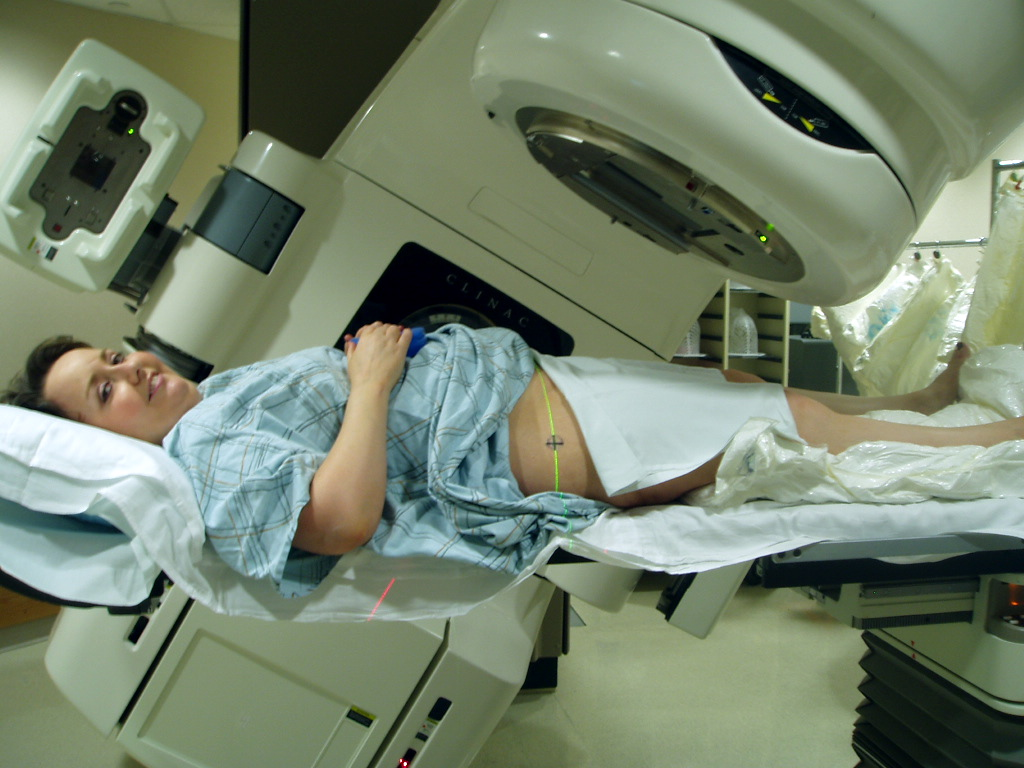
Radioterapia

Storicamente la nascita della fisica medica come disciplina scientifica risale alla fine dell'Ottocento, con la scoperta dei raggi X da parte di Wilhelm Conrad Röntgen e della radioattività da parte di Marie Curie e Pierre Curie. È del 1912 il volume Fisica Medica, di Carlo Paolo Goggia, il primo testo in Italia dedicato a tale disciplina. La tradizione dell'impiego di un linguaggio comune tra fisici e medici è quindi proseguita fino ad oggi e si è intensificata negli ultimi decenni durante i quali molti fisici hanno contribuito alle più avanzate tecniche della odierna medicina. Le relazioni tra le due discipline, la fisica e la medicina, assumono così una grande importanza allo scopo, per quanto possibile, di risolvere i quesiti clinici con la mentalità, l'approccio e la metodologia strettamente scientifica. In quest'ottica è rilevante l'apporto della fisica medica nell'impiego di nuove tecniche e tecnologie sanitarie, con le implicazioni che queste comportano nel progresso delle cure e della diagnosi.
I settori in cui la fisica medica principalmente ha operato e continua a operare sono quelli della terapia e della diagnostica per immagini per i quali sono impiegate le radiazioni ionizzanti e non ionizzanti, come ad esempio la radiodiagnostica, la medicina nucleare e la radioterapia, ma non solo. Ad oggi infatti numerose altre specialità giovano di tale collaborazione multidisciplinare poiché la fisica medica opera anche nel settore della sicurezza e della qualità dei trattamenti laser oltre che, in generale, di tutti i trattamenti, ad esempio quelli fisioterapici, che impieghino onde elettromagnetiche. Nell'ultimo decennio l'avanzamento scientifico e tecnologico ha contribuito alla nascita di nuovi settori di interesse e di sviluppo in cui le competenze del fisico medico contribuiscono al miglioramento delle prestazioni sanitarie (cardiologia, neurologia, fisiologia, informatica ecc.).
Tra le tecniche più note nel campo della terapia e della diagnosi vi sono sicuramente quelle dedicate alla lotta contro i tumori. L'impiego delle radiazioni ionizzanti e non ionizzanti trova ampio spazio sia nella cura (la radioterapia ad esempio, effettuata attraverso gli acceleratori lineari) che nella diagnosi, attraverso la tomografia assiale computerizzata (TAC), la tomografia ad emissione di positroni (PET), la risonanza magnetica o l'ecografia, la quale sfrutta le proprietà di propagazione degli ultrasuoni nei tessuti.
A tutte le attività sopra elencate, nelle strutture sanitarie pubbliche e private, negli istituti di ricerca, nei policlinici, nelle università e negli enti di ricerca si dedica il fisico medico, la cui denominazione a livello internazionale è medical physicist.